# Eesti Laul 2019
Der 11. Eesti Laul fand am 16. Februar 2019 statt und war der estnische Vorentscheid für den Eurovision Song Contest 2019 in Tel Aviv, Israel.
Als Sieger ging der schwedische Sänger Victor Crone mit seinem Lied Storm hervor.

## Format

### Konzept
Der Vorentscheid wird auch 2019 wieder aus zwei Halbfinals und einem Finale bestehen. Fanden die Halbfinals zuletzt an zwei aufeinanderfolgenden Samstagen statt, werden die beiden Halbfinale bereits am Donnerstag und Samstag, innerhalb von drei Tagen stattfinden. Erstmals werden die Halbfinals allerdings nicht in Tallinn, sondern in Tartu stattfinden. Ebenfalls werden erstmals insgesamt 24 Lieder am Halbfinale teilnehmen, nachdem in den Vorjahren immer nur 20 Lieder am Halbfinale teilnahmen. Pro Halbfinale werden dann jeweils 12 Lieder vorgestellt, wovon sich jeweils die besten sechs für das Finale qualifizieren. Die ersten fünf Finalisten werden zu 50 % per Televoting und zu 50 % per Juryvoting entschieden. Der sechste Finalist wird in einer zweiten separaten Runde durch 100 % Televoting entschieden. Im Finale treten somit zwölf Teilnehmer in zwei Abstimmungsrunden gegeneinander an. Zu 50 % Televoting und zu 50 % Juryvoting werden dann die besten drei Teilnehmer ermittelt, die am Superfinale teilnehmen. Im Superfinale entscheiden dann lediglich die Zuschauer den Sieger und damit den estnischen Beitrag zum ESC 2019.

### Beitragswahl
Von Anfang September 2018 bis zum 6. November 2018 konnten Beiträge über eine Online-Plattform bei ERR eingereicht werden. Zum ersten Mal konnten auch ausländische Komponisten Beiträge einreichen. Allerdings wurde eine Gebühr für das Einreichen von Beiträgen eingeführt. Wurde ein Lied auf Estnisch eingereicht, fiel eine Gebühr von 25 Euro an. Für andere Sprachen fiel eine Gebühr von 50 Euro an.
Am 15. November 2018 gab ERR bekannt, dass der Sender 216 Lieder erhalten hat. Eine Jury bestehend aus Ivar Black (Komponist), Lenna Kuurmaa (Musikerin und Sängerin), Kaupo Karelson (Fernsehproduzent), Leen Kadakas (Manager von Universal Music Baltics), Vaido Pannel (Radio Sky Plus Musikeditor), Allan Roosileht (Star FM-Moderator), Mari-Liis Männik (Chefredakteur von Radio Elmar), Andres Puusepp (Power Hit Radio-Moderator), Laura Põldvere (Musikerin und Sängerin), Karl-Erik Taukar (Musiker und Sänger), Dagmar Ojas (Sängerin)
Rolf Roosalu (Musiker und Sänger), Renee Meriste (Musik Manager) und Sten Teppan (Vikerraadio Musikredakteur) wählten nun die 24 Teilnehmer aus.

## Teilnehmer

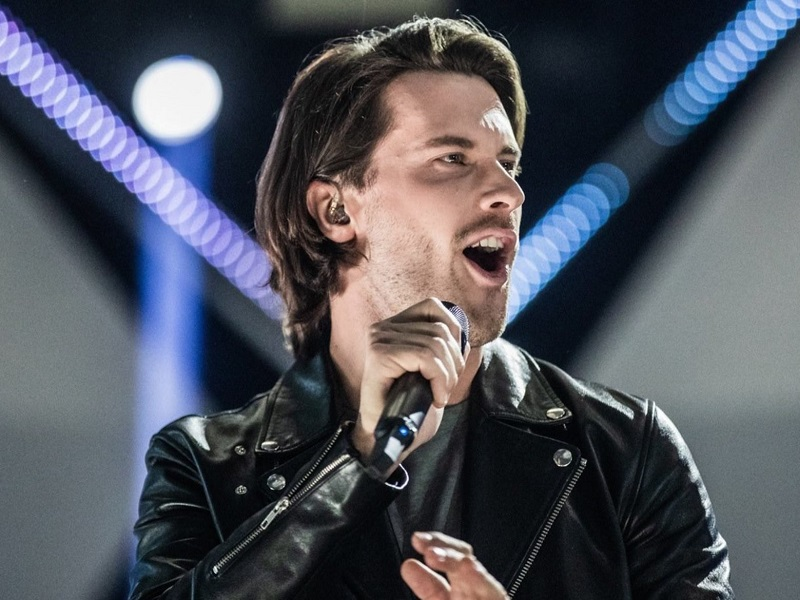
Der Gewinner der estnischen Vorentscheidung: Victor Crone

Am 15. November 2018 gab ERR die 24 Teilnehmer des Eesti Lauls 2019 bekannt. Unter ihnen sind sogar drei ehemalige Gewinnerinnen des Eesti Lauls. Die Gruppe The Swingers bestehend nämlich neben vier Sängern, auch aus den Gewinnerinnen von 2013 Birgit Õigemeel und 2014 Tanja. Von der Gruppe Urban Symphony, die Eesti Laul 2009 gewannen, nimmt die Hauptsängerin Sandra Nurmsalu teil. Es ist damit ihre insgesamt dritte Teilnahme und ihre Zweite als Solokünstlerin, nachdem sie bereits 2014 als Solokünstlerin am Eesti Laul teilnahm. Erwähnenswert ist ebenfalls Victor Crone. Er nahm bereits 2015 an der schwedischen Vorentscheidung Melodifestivalen teil. Die Lieder aller 24 Teilnehmer werden am 1. Dezember 2018 veröffentlicht.

## Halbfinale
Am 19. November 2018 wurde bekanntgegeben, in welchem Halbfinale die jeweiligen Beiträge auftreten werden.

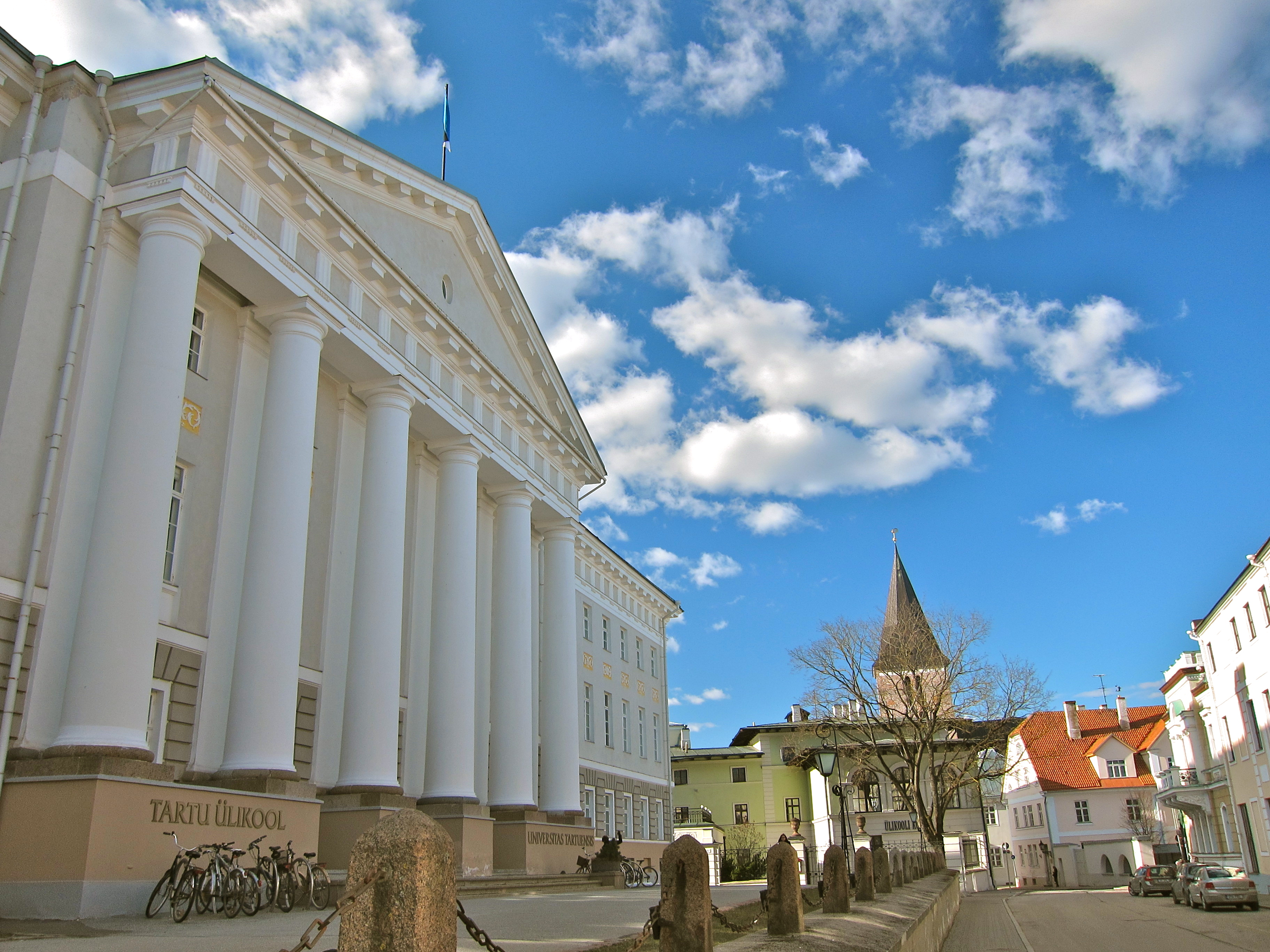
Universität Tartu

### Erstes Halbfinale
Das erste Halbfinale (poolfinaal), 21:35 Uhr (EET) fand am 31. Januar 2019 in der Universität Tartu in Tartu statt. Sechs Teilnehmer qualifizierten sich für das Finale.
| Startnr. | Interpret            | Lied Musik (M) und Text (T)                                                                                            | Sprache  | Übersetzung (inoffiziell)        | Runde 1 | Runde 1 | Runde 1                             | Runde 1                             | Runde 1 | Runde 1 | Runde 2                             | Runde 2 |
| Startnr. | Interpret            | Lied Musik (M) und Text (T)                                                                                            | Sprache  | Übersetzung (inoffiziell)        | Jury    | Jury    | Zuschauerstimmen (Televoting & SMS) | Zuschauerstimmen (Televoting & SMS) | Gesamt  | Platz   | Zuschauerstimmen (Televoting & SMS) | Platz   |
| Startnr. | Interpret            | Lied Musik (M) und Text (T)                                                                                            | Sprache  | Übersetzung (inoffiziell)        | Stimmen | Punkte  | Stimmen                             | Punkte                              | Gesamt  | Platz   | Zuschauerstimmen (Televoting & SMS) | Platz   |
| -------- | -------------------- | --- | -------- | -------------------------------- | ------- | ------- | ----------------------------------- | ----------------------------------- | ------- | ------- | ----------------------------------- | ------- |
| 10       | Victor Crone         | Storm M: Stig Rästa, Vallo Kikas, Victor Crone; T: Stig Rästa, Victor Crone, Fred Krieger                              | Englisch | Sturm                            | 82      | 10      | 6.346                               | 12                                  | 22      | 01.     | –                                   | –       |
| 05       | Stefan               | Without You M: Stefan Airapetjan, Karl-Ander Reismann; T: Stefan Airapetjan                                            | Englisch | Ohne dich                        | 86      | 12      | 2.668                               | 08                                  | 20      | 02.     | –                                   | –       |
| 12       | Inger                | Coming Home M/T: Inger Fridolin, Karl-Ander Reismann                                                                   | Englisch | Nach Hause kommen                | 74      | 08      | 3.841                               | 10                                  | 18      | 03.     | –                                   | –       |
| 01       | The Swingers         | High Heels In The Neighbourhood M: Tanja Mihhailova, Timo Vendt, Mihkel Mattisen; T: Tanja Mihhailova, Mihkel Mattisen | Englisch | Hohe Schuhe in der Nachbarschaft | 45      | 06      | 2.088                               | 07                                  | 13      | 04.     | –                                   | –       |
| 06       | Sandra Nurmsalu      | Soovide puu M: Priit Pajusaar, Sandra Nurmsalu; T: Aapo Ilves                                                          | Estnisch | Baum der Wünsche                 | 37      | 04      | 1.677                               | 05                                  | 09      | 05.     | 1.736                               | 1.      |
| 07       | Jennifer Cohen       | Little Baby El M: Chris Hierro, Jennifer Marisse Cohen, Luisa Lõhmus; T: Jennifer Marisse Cohen, Luisa Lõhmus          | Englisch | Kleines Baby El                  | 42      | 05      | 1.083                               | 03                                  | 08      | 06.     | 1.102                               | 3.      |
| 08       | Sofia Rubina-Hunter  | Deep Water M: Sofia Rubina-Hunter, Janika Tenn; T: Oljana Kallson                                                      | Englisch | Tiefes Gewässer                  | 48      | 07      | 0747                                | 01                                  | 08      | 07.     | 1.073                               | 4.      |
| 03       | xtra basic & Emily J | Hold Me Close M/T: Andrei Zevakin, Igor Volhonski                                                                      | Englisch | Halte mich fest                  | 25      | 01      | 1.802                               | 06                                  | 07      | 08.     | 1.202                               | 2.      |
| 09       | Öed                  | Öhuloss M/T: Tuuli Rand, Kristel Aaslaid, Bert Prikenfeld, Egert Milder                                                | Estnisch | Himmelsschloss                   | 36      | 03      | 1.219                               | 04                                  | 07      | 09.     | 0854                                | 5.      |
| 04       | Johanna Eendra       | Why are you doing this? M: Johanna Eendra; T: Johanna Eendra, Joosep Eendra                                            | Englisch | Wieso machst du das?             | 34      | 02      | 0796                                | 02                                  | 04      | 10.     | 0494                                | 6.      |
| 11       | Ranele               | Supernova M: Marek Rosenberg, Lauri Lembinen, Marco Margna; T: Anne Loho                                               | Estnisch | Supernova                        | 08      | 0       | 0666                                | 0                                   | 0       | 11.     | 325                                 | 7.      |
| 02       | Marko Kaar           | Smile M: Marko Kaar, Egert Kanep; T: Marko Kaar                                                                        | Englisch | Lächeln                          | 05      | 0       | 0439                                | 0                                   | 0       | 12.     | 0252                                | 8.      |

 Kandidat hat sich für das Finale qualifiziert.
 Kandidat hat sich per Televoting für das Finale qualifiziert.

### Zweites Halbfinale
Das zweite Halbfinale (poolfinaal), 21:35 Uhr (EET) fand am 2. Februar 2019 in der Universität Tartu in Tartu statt. Sechs Teilnehmer qualifizierten sich für das Finale.
| 12 | Uku Suviste             | Pretty Little Liar M: Uku Suviste, Oliver Mazurtshak; T: Uku Suviste, Oliver Mazurtshak                    | Englisch | Hübscher kleiner Lügner      | 71 | 10  | 4.635 | 12 | 22 | 01. | –     | –  |
| 08 | Kerli Kivilaan          | Cold Love M/T: Kerli Kivilaan, Egert Milder, Andres Kõpper                                                 | Englisch | Kalte Liebe                  | 75 | 12. | 1.488 | 05 | 17 | 02. | –     | –  |
| 06 | Kadiah                  | Believe M/T: Kadi Poll                                                                                     | Englisch | Glauben                      | 49 | 06  | 2.663 | 07 | 13 | 03. | –     | –  |
| 04 | Sissi                   | Strong M: Karl-Ander Reismann, Sissi Nylia Benita; T: Sissi Nylia Benita                                   | Englisch | Stark                        | 55 | 07  | 2.557 | 06 | 13 | 03. | –     | –  |
| 03 | Lumevärv feat. INGA     | Milline päev M: Margus Piik, Kermo Hert; T: Jana Hallas                                                    | Estnisch | Was ein Tag                  | 58 | 08  | 1.386 | 03 | 11 | 05. | 2.284 | 2. |
| 09 | Grete Paia              | Kui isegi kaotan M: Grete Paia, Mihkel Mattisen, Timo Vendt; T: Grete Paia, Mihkel Mattisen, Kerli Puusepp | Estnisch | Auch wenn ich verliere       | 22 | 0   | 2.752 | 10 | 10 | 06. | 1.230 | 4. |
| 01 | Sünne Valtri            | I'll Do It My Way M/T: Sünne Valtri                                                                        | Englisch | Ich mache es auf meine Weise | 28 | 01  | 2.729 | 08 | 09 | 07. | 2.929 | 1. |
| 10 | Lacy Jay                | Halleluja M: Ago Teppand, Lacy Nicole Jones, Hugo Martin Maasikas; T: Ago Teppand, Lacy Nicole Jones       | Englisch | –                            | 35 | 02  | 1.467 | 04 | 06 | 08. | 2.009 | 3. |
| 05 | Cätlin Mägi & Jaan Pehk | Parmumäng M: Cätlin Mägi; T: Jaan Pehk                                                                     | Estnisch | Spiel der Bremse             | 37 | 04  | 1.240 | 02 | 06 | 09. | 0778  | 6. |
| 02 | Iseloomad               | Kaks miinust M: Vilho Meier; T: Siim Randvee                                                               | Estnisch | Zwei Nachteile               | 38 | 05  | 0762  | 0  | 05 | 10. | 0394  | 8. |
| 11 | Around The Sun          | Follow Me Back M: Daniel Rukovitškin; T: Georg Eessaar                                                     | Englisch | Folge mir zurück             | 36 | 03  | 0842  | 0  | 03 | 11. | 0629  | 7. |
| 07 | Kaia Tamm               | Wo sind die Katzen? M/T: Kaia Tamm                                                                         | Deutsch  | –                            | 20 | 0   | 1.112 | 01 | 01 | 12. | 1.023 | 5. |

 Kandidat hat sich für das Finale qualifiziert.
 Kandidat hat sich per Televoting für das Finale qualifiziert.

## Finale

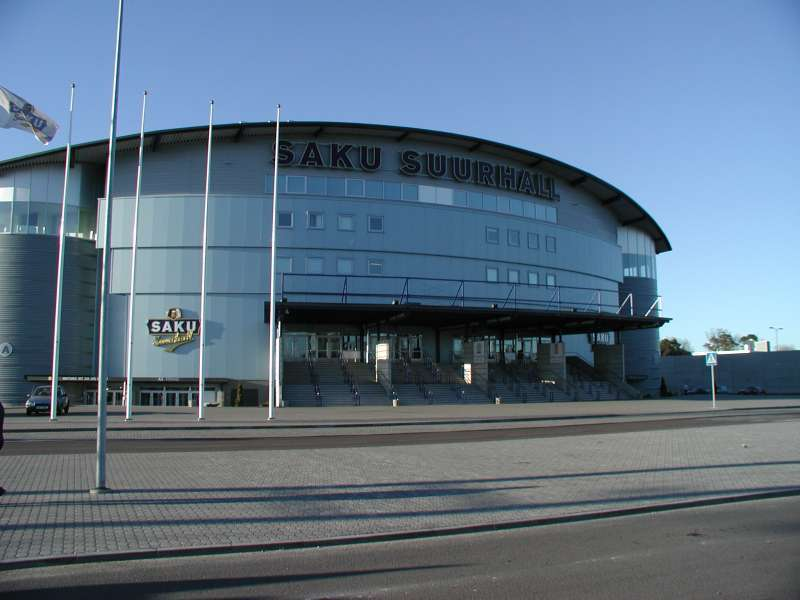
Saku Suurhall

Das Finale fand am 16. Februar 2019, 19:30 Uhr (EET) in der Saku Suurhall in Tallinn statt. Drei Teilnehmer erreichten das Superfinale.
| Platz | Startnr. | Interpret            | Lied Musik (M) und Text (T)                                                                                            | Sprache  | Übersetzung (inoffiziell)        | Jury    | Jury   | Zuschauerstimmen (Televoting & SMS) | Zuschauerstimmen (Televoting & SMS) | Gesamt |
| Platz | Startnr. | Interpret            | Lied Musik (M) und Text (T)                                                                                            | Sprache  | Übersetzung (inoffiziell)        | Stimmen | Punkte | Stimmen                             | Punkte                              | Gesamt |
| ----- | -------- | -------------------- | --- | -------- | -------------------------------- | ------- | ------ | ----------------------------------- | ----------------------------------- | ------ |
| 1.    | 08       | Stefan               | Without You M: Stefan Airapetjan, Karl-Ander Reismann; T: Stefan Airapetjan                                            | Englisch | Ohne dich                        | 70      | 12     | 06.132                              | 07                                  | 19     |
| 02.   | 10       | Uku Suviste          | Pretty Little Liar M: Uku Suviste, Oliver Mazurtshak; T: Uku Suviste, Oliver Mazurtshak                                | Englisch | Hübscher kleiner Lügner          | 36      | 05     | 08.987                              | 10                                  | 15     |
| 03.   | 03       | Victor Crone         | Storm M: Stig Rästa, Vallo Kikas, Victor Crone; T: Stig Rästa, Victor Crone, Fred Krieger                              | Englisch | Sturm                            | 25      | 02     | 15.513                              | 12                                  | 14     |
| 04.   | 01       | Sissi                | Strong M: Karl-Ander Reismann, Sissi Nylia Benita; T: Sissi Nylia Benita                                               | Englisch | Stark                            | 46      | 08     | 02.990                              | 06                                  | 14     |
| 05.   | 02       | Lumevärv feat. INGA  | Milline päev M: Margus Piik, Kermo Hert; T: Jana Hallas                                                                | Estnisch | Was ein Tag                      | 46      | 10     | 02.188                              | 02                                  | 12     |
| 06.   | 11       | Inger                | Coming Home M/T: Inger Fridolin, Karl-Ander Reismann                                                                   | Englisch | Nach Hause kommen                | 24      | 01     | 06.904                              | 08                                  | 09     |
| 07.   | 09       | The Swingers         | High Heels In The Neighbourhood M: Tanja Mihhailova, Timo Vendt, Mihkel Mattisen; T: Tanja Mihhailova, Mihkel Mattisen | Englisch | Hohe Schuhe in der Nachbarschaft | 26      | 04     | 02.737                              | 05                                  | 09     |
| 08.   | 12       | Sandra Nurmsalu      | Soovide puu M: Priit Pajusaar, Sandra Nurmsalu; T: Aapo Ilves                                                          | Estnisch | Baum der Wünsche                 | 40      | 06     | 01.914                              | 01                                  | 07     |
| 09.   | 04       | Kerli Kivilaan       | Cold Love M/T: Kerli Kivilaan, Egert Milder, Andres Kõpper                                                             | Englisch | Kalte Liebe                      | 43      | 07     | 01.481                              | 0                                   | 07     |
| 10.   | 06       | Kadiah               | Believe M/T: Kadi Poll                                                                                                 | Englisch | Glauben                          | 25      | 03     | 02.287                              | 03                                  | 06     |
| 11.   | 07       | Synne Valtri         | I'll Do It My Way M/T: Sünne Valtri                                                                                    | Englisch | Ich mache es auf meine Weise     | 04      | 0      | 02.323                              | 04                                  | 04     |
| 12.   | 05       | xtra basic & Emily J | Hold Me Close M/T: Andrei Zevakin, Igor Volhonski                                                                      | Englisch | Halte mich fest                  | 21      | 0      | 01.440                              | 0                                   | 0      |

### Juryvoting
| Startnr. | Lied                            | Stig Karlsen | AFSHeen | Guna Zučika | Ben Camp | Cyrus Saidi | Lőrinc Bubnó | Josh Cumbee | Gesamt | Punkte |
| -------- | ------------------------------- | ------------ | ------- | ----------- | -------- | ----------- | ------------ | ----------- | ------ | ------ |
| 01       | Strong                          | 3            | 10      | 8           | 6        | 6           | 10           | 3           | 46     | 08     |
| 02       | Milline päev                    | 4            | 12      | –           | 8        | 10          | 4            | 8           | 46     | 10     |
| 03       | Storm                           | 5            | 4       | 2           | 3        | 2           | 3            | 6           | 25     | 02     |
| 04       | Cold Love                       | 1            | 7       | 5           | 10       | 7           | 6            | 7           | 43     | 07     |
| 05       | Hold Me Close                   | –            | 6       | 4           | 4        | 4           | 1            | 2           | 21     | 0      |
| 06       | Believe                         | 6            | 3       | 6           | –        | 3           | 7            | –           | 25     | 03     |
| 07       | I'll Do It My Way               | 2            | –       | –           | –        | –           | 2            | –           | 04     | 0      |
| 08       | Without You                     | 7            | 8       | 7           | 12       | 12          | 12           | 12          | 70     | 12     |
| 09       | High Heels in the Neighbourhood | 10           | –       | 1           | 1        | 8           | 5            | 1           | 26     | 04     |
| 10       | Pretty Little Liar              | 12           | 1       | 3           | 7        | 1           | 8            | 4           | 36     | 05     |
| 11       | Coming Home                     | –            | 5       | 12          | 2        | –           | –            | 5           | 24     | 01     |
| 12       | Soovide puu                     | 8            | 2       | 10          | 5        | 5           | –            | 10          | 40     | 06     |

### Superfinale
Im Superfinale traten die drei bestplatzierten der ersten Abstimmung noch einmal auf. In dieser Runde zählte das Televoting zu 100 %. Victor Crone ging hier als Sieger hervor.
| Platz | Startnr. | Interpret    | Lied Musik (M) und Text (T)                                                               | Zuschauerstimmen (Televoting & SMS) | Zuschauerstimmen (Televoting & SMS) |
| Platz | Startnr. | Interpret    | Lied Musik (M) und Text (T)                                                               | Stimmen                             | %                                   |
| ----- | -------- | ------------ | ----------------------------------------------------------------------------------------- | ----------------------------------- | ----------------------------------- |
| 1.    | 1        | Victor Crone | Storm M: Stig Rästa, Vallo Kikas, Victor Crone; T: Stig Rästa, Victor Crone, Fred Krieger | 23.270                              | 46 %                                |
| 2.    | 3        | Uku Suviste  | Pretty Little Liar M: Uku Suviste, Oliver Mazurtshak; T: Uku Suviste, Oliver Mazurtshak   | 15.498                              | 30 %                                |
| 3.    | 2        | Stefan       | Without You M: Stefan Airapetjan, Karl-Ander Reismann; T: Stefan Airapetjan               | 12.380                              | 24 %                                |